# 천멍자

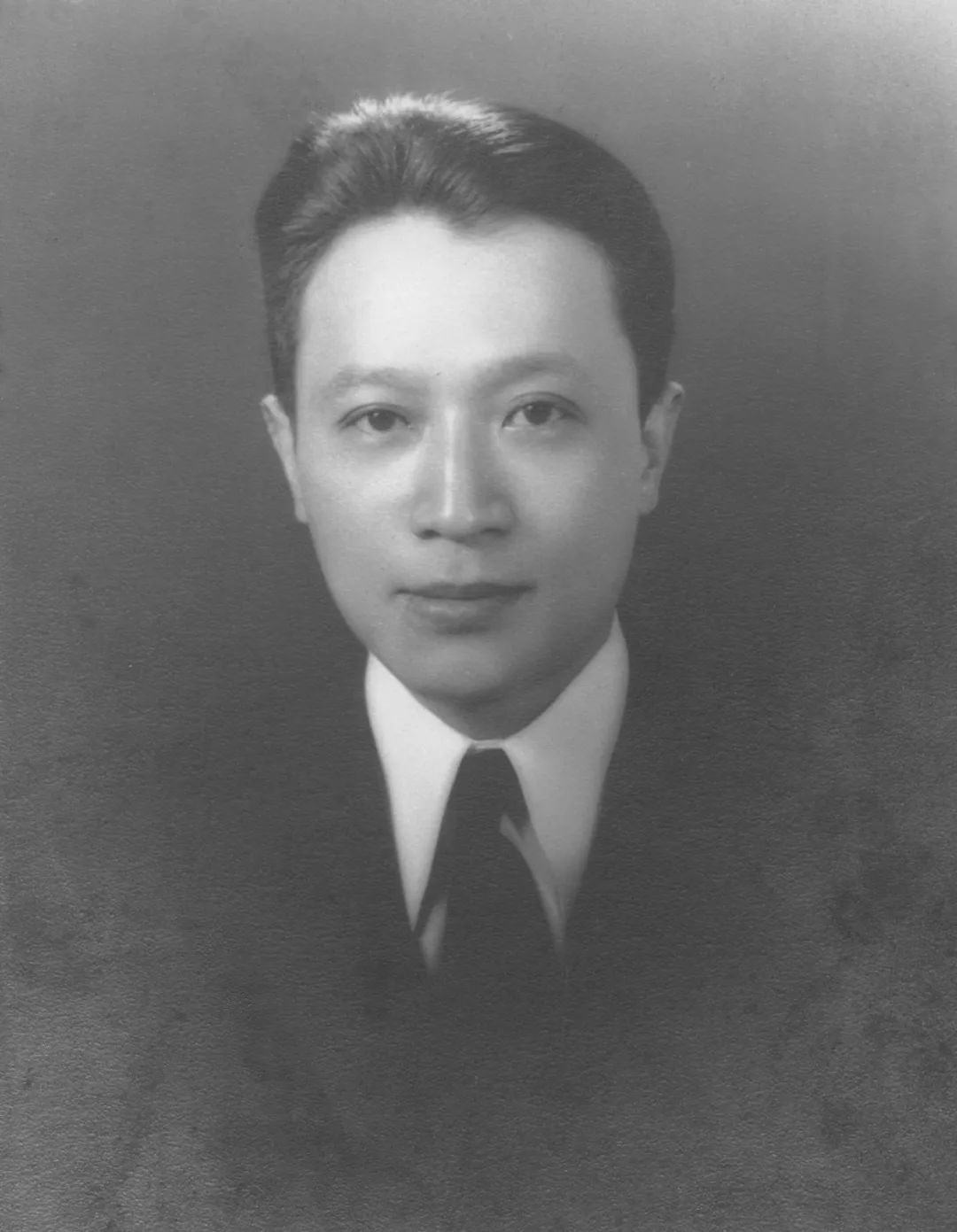

천멍자(진몽가, 陳夢家, 1911년 ~ 1966년)는 중화민국의 전 시인, 문학 연구자이다.

## 생애
천멍자는 1927년 난징 제4 중산 대학(이후 국립 중앙 대학) 법대에 들어갔고 시(詩) 창작을 시작하였으며 1930년 전후로 원이둬, 주샹(朱湘) 등과 함께 중국 현대 '신월파(新月派)'의 시인의 하나가 되었다. 1932년 국립 칭다오 대학 중국 문학과에서 재직하던 원이둬의 조교를 거치면서 원이둬와 함께 베이징으로 옮겼고 사립 옌징 대학에서 중문학, 종교학 등을 전공하여 석사 학위를 받았다. 1937년 국립 창사 임시대학(1938년 이후 국립 서남 연합대학) 중문과 교수, 1944년 시카고 대학 방문학자를 다녀온 후는 1947년부터 국립 칭화 대학의 중문과 교수로 재직하였다. 1950년대 초반에 사상 비판을 받은 후로 1952년 과학원 고고학연구소로 옮겼고 문화대혁명 초기에 55세를 일기로 사망하였다.

## 시작품
- 《몽가시집(夢家詩集)》
- 《신월시선(新月詩選)》
- 《철마집(鐵馬集)》